# William Thomas Mulvany

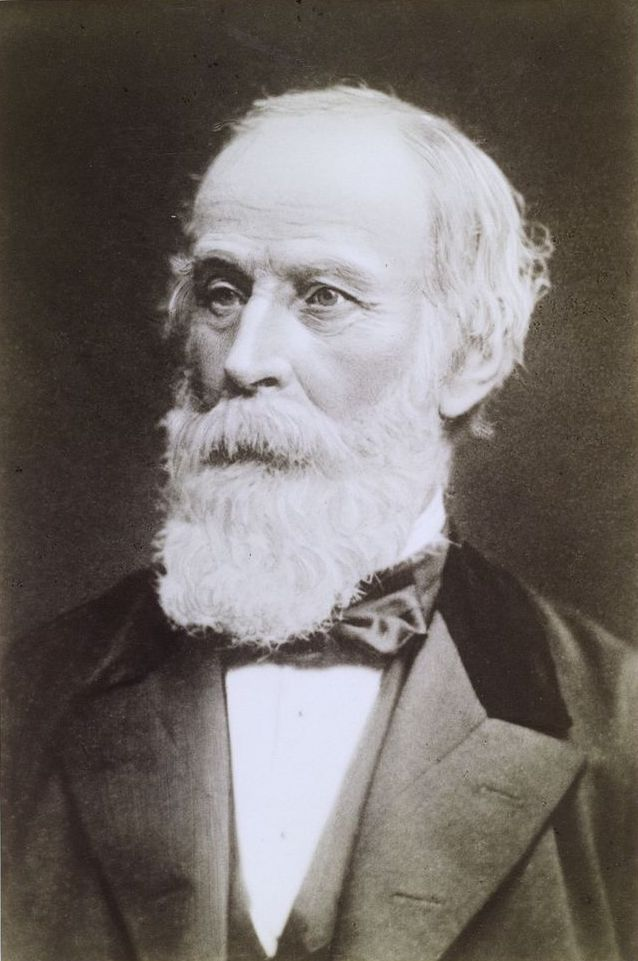
William Thomas Mulvany, fotografiert von Julius Cornelius Schaarwächter

William Thomas Mulvany (* 11. März 1806 in Sandymount bei Dublin, Irland; † 30. Oktober 1885 in Düsseldorf) war ein irischer Unternehmer in Deutschland.

## Herkunft
Mulvany war eines von sieben Kindern einer bürgerlichen katholischen Familie in Dublin. Sein Vater Thomas James Mulvany war Kunstmaler und Direktor der Royal Hibernian Academy in Dublin. Seine Mutter war Mary Field (1779–1865), die Tochter des Arztes Cyrus Field. Sein Bruder George Francis Mulvany (1809–1869) wurde ebenfalls Maler und 1864 Direktor der Nationalgalerie in Dublin. Ein weiterer Bruder, Thomas John Mulvany (1821–1892), wurde Bergbauindustrieller in Westfalen.

## Familie
1832 heiratete Mulvany Alicia Winslow (* 11. März 1797 in St. John’s Point Donegal; † 26. Februar 1886 in Düsseldorf-Pempelfort), die Tochter eines Großgrundbesitzers aus Fermanagh. Er hatte fünf Kinder mit ihr, darunter den Sohn Thomas Robert Mulvany (* 22. Juli 1839 in Dublin; † 16. August 1903 in Düsseldorf-Pempelfort), der Bergbauingenieur und später britischer Generalkonsul für die Rheinprovinz und die Provinz Westfalen wurde, sowie vier Töchter, darunter Mary Harding (* 29. Juli 1836; † 27. November 1875), verheiratet mit dem Industriellen Hermann Seebohm (1827–1886).

## Leben
Von 1855 bis zu seinem Tode lebte Mulvany in Düsseldorf, wo er ab Ende der 1860er Jahre im Stadtteil Pempelfort das Knappengut bewohnte (Haus Pempelfort, heute der Carl-Mosterts-Platz). Ab 1872 residierte er sommers auf Haus Goldschmieding in Castrop-Rauxel, wo er einen Landschaftspark und eine Pferderennbahn anlegen ließ. Um 1875 ließ er in Herne ferner die „Mulvany-Villa“ errichten, allerdings ist nicht bekannt, dass er dort auch gewohnt hat. Er starb 1885 und wurde auf dem Düsseldorfer Nordfriedhof beigesetzt. Die Stadt Gelsenkirchen ernannte ihn bereits 1880 zum Ehrenbürger. In Herne wurde 1908 eine in der Nähe der ehemaligen Zeche Shamrock liegende Straße nach ihm benannt. Auch Castrop-Rauxel, Recklinghausen, Gelsenkirchen und Düsseldorf benannten Straßen nach dem Unternehmer. Ein Irish Pub in Marl und eine Biermarke einer Oberhausener Hausbrauerei tragen ebenfalls seinen Namen. 2015 benannte sich das „Berufskolleg für Wirtschaft und Verwaltung der Stadt Herne mit Wirtschaftsgymnasium“ in Mulvany Berufskolleg Herne um.

## Laufbahn in Irland
Mulvany qualifizierte sich durch praktische Erfahrungen zum Ingenieur. Er lernte technisches Zeichnen bei einem Architekten und trat im Alter von 20 Jahren als Landvermesser in die Dienste des Irischen Vermessungsamtes. 1836 wurde er Mitarbeiter des Board of Public Works, einer dem britischen Schatzamt unterstellten Behörde zur Verbesserung der Infrastruktur im rückständigen Irland. Mulvany war nacheinander für Projektionierung von Wasserstraßen und die Modernisierung des Fischereiwesens zuständig, vor allem aber für die Entwässerung großer Flächen zwecks landwirtschaftlicher Nutzbarmachung. Während der großen irischen Hungersnot 1845–1849 waren die Unternehmungen des Board of Works gleichzeitig Arbeitsbeschaffungsmaßnahmen für die leidende Landbevölkerung. Die Kosten wurden vom Staat und den Großgrundbesitzern getragen. 1853 wurden die Arbeiten wegen zu hoher Kosten eingestellt. Mulvany quittierte daraufhin den Staatsdienst.

## Unternehmer
1855 kam Mulvany als Repräsentant und Teilhaber einer irischen Investorengruppe nach Deutschland, um am Steinkohlebergbau im Ruhrgebiet zu partizipieren. Zur Erschließung der Zechen Hibernia in Gelsenkirchen und Shamrock in Herne stellte er englische Fachleute an und ließ von ihnen neue Abbaumethoden einführen.
Sein besonderes Augenmerk richtete Mulvany auf Transport, Vertrieb und die Erschließung neuer Märkte für die im Ruhrgebiet geförderte Kohle. Das trug ihm die Anerkennung der Öffentlichkeit ein, optimierte aber nicht die Rendite der Zechen. 1864 wurde er von den Eigentümern von Hibernia und Shamrock entlassen. Als 1873 die Bergwerksgesellschaft Hibernia verkauft wurde, setzte die neue Aktiengesellschaft Mulvany als Vorstandsvorsitzenden ein.

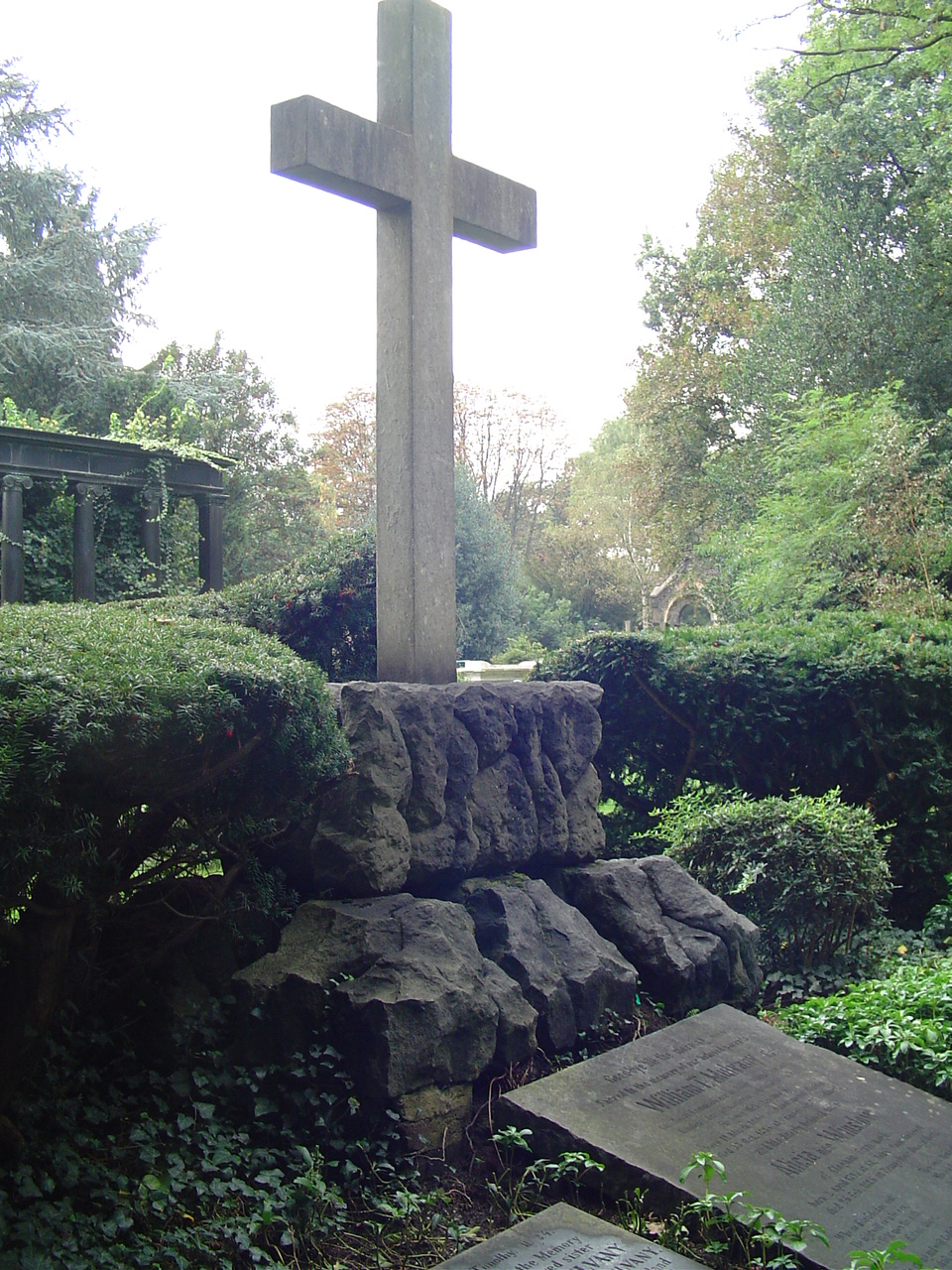
Das Grab von William Thomas Mulvany liegt auf dem „Millionenhügel“ des Düsseldorfer Nordfriedhofs. Eine 1985 errichtete Stele vor der Christ Church an der Rotterdamer Straße in Düsseldorf erinnert ebenfalls an ihn.

Bereits neben seiner Tätigkeit für die Investoren hatte Mulvany neue Bergwerkserschließungen auf eigene Rechnung geplant. 1866 gründete er zusammen mit anderen Unternehmern die Preußische Bergwerks- und Hütten-Aktiengesellschaft (PBHAG). Die PBHAG umfasste die Zechen Hansa und Zollern und die neu angelegte Erin sowie Erzbergwerke und die Eisenhütte Vulcan. Aufgrund kostenintensiver technischer Probleme beim Ausbau der Zechen und aufgrund eines stockenden Ausbaus der Eisenbahnverbindungen machte die PBHAG Verluste und musste während der Gründerkrise 1877 Konkurs anmelden.
In den 1870er und 1880er Jahren griff Mulvany durch eigene Vorschläge in Diskussionen um die Anlage eines Düsseldorfer Hauptbahnhofs und eines neuen Düsseldorfer Hafens ein.

## Verbandspolitiker
Schon als Unternehmer arbeitete Mulvany eng mit den deutschen Bergbaubehörden zusammen und informierte sie regelmäßig über die unter seiner Leitung durchgeführten Arbeiten. Daher ist der Transfer englischer Bergbautechnologie, die den Bergbau im Ruhrgebiet nachhaltig modernisierte, besonders mit seiner Person verbunden.
Als Verbandsmitglied und mit Denkschriften setzte sich Mulvany weiterhin für den Ausbau des Verkehrswesens ein. Er gewann somit einen gewissen Einfluss auf die im Entstehen begriffenen industriellen Interessenverbände. So war er Mitglied, später Ehrenmitglied, des Vereins für die bergbaulichen Interessen im Oberbergamtsbezirk Dortmund. 1871 wurde er Vorsitzender des „Verein zur Wahrung der Interessen rheinischer und westfälischer Unternehmer Rheinland und Westfalen“, für den Bismarck die Bezeichnung „Langnamverein“ prägte. Mulvany wirkte 1874 an der Gründung eines Börsenvereins in Düsseldorf mit. Auch durch seine Initiative zur Bildung der Nordwestlichen Gruppe des Vereins Deutscher Eisen- und Stahlindustrieller trug er maßgeblich dazu bei, dass sich in Düsseldorf weitere Organisationen ansiedelten und die Stadt schließlich die zentralörtliche Stellung eines „Schreibtisches des Ruhrgebietes“ erwarb. Für seine gewerblichen Verdienste zeichnete ihn Preußen mit der Goldmedaille des Allgemeinen Ehrenzeichens aus.
Als Präsident der Westfälischen Exportkommission bat in einem Schreiben vom 16. Juni 1879 die  Lübeckische Kammer ihn in Berlin bei dessen Konferenz und Audienz zur Erwirkung von billigen Eisenbahntarifen zwischen der Freien und Hansestadt Lübeck, dem Rheinland und Westfalen beim Minister Albert von Maybach zu unterstützen. Im Hinblick darauf, dass der dem Reichstag vorgelegte Entwurf eines Gesetzes über die Warenein- und -ausfuhrstatistik auf den Antrag Karl Peter Klügmanns hin an eine Kommission verwiesen worden war und Klügmann dessen Handelskammer ersucht hätte, ihn durch Auskunftserteilung zu unterstützen, wurde beschlossen, dass Georg Wilhelm Stange im Auftrag der Kammer zur Beratung der Vorlage nach Berlin delegiert würde.

## Werke
- Die Anlage eines Central-Bahnhofs und die Gestaltung des Eisenbahnnetzes in und um Düsseldorf nach Verstaatlichung der Eisenbahnen, mit Rücksicht auf den internationalen Verkehr und die Verbindung mit dem Rhein. Michels, Düsseldorf 1880 (Digitalisierte Ausgabe der Universitäts- und Landesbibliothek Düsseldorf).
- Düsseldorfer Hafen-Frage, Erläuterung zu den Projecten von William Thomas Mulvany vom Jahre 1873 und 1883/84. Mit Nachtrag und beigeklebter Skizze. Richter, Düsseldorf 1890 (Digitalisierte Ausgabe der Universitäts- und Landesbibliothek Düsseldorf).
- Deutschlands Verkehrswesen. Eisenbahn-Tarif-Reform. Mit einer Tarifkarte oder graphischen Darstellung der bestehenden Tarif-Anomalien. Voss, Düsseldorf 1877 (Digitalisierte Ausgabe der Universitäts- und Landesbibliothek Düsseldorf).

## Trivia
In der Mockumentary Thomas, Thomas von Corinna Liedtke behauptet Wolfgang Weber, die Figur eines Archivars aus Castrop-Rauxel, dass Thomas Vallomtharayil, Geschäftsführer des Castrop-Rauxeler Medical Park Ruhr, der wiedergeborene William Thomas Mulvany sei.